# Andrzej z Peschiera
Andrzej z Peschiera (Andrzej Grego) (ur. 1400 w Peschiera del Garda we Włoszech; zm. 18 stycznia 1485 w Morbegno) – błogosławiony Kościoła katolickiego, włoski dominikanin.

## Życiorys
W młodości pragnął zostać pustelnikiem, w związku z czym w domu swojego ojca próbował prowadzić życie w stylu monastycznym. Po śmierci ojca, w wieku 15 lat wstąpił do zakonu dominikanów w Brescii. W następnych latach zajął się głównie działalnością kaznodziejską w Valtelline w Alpach Włoskich. Założył liczne kościoły, szpitale i sierocińce. Zmarł w klasztorze w Morbegno 18 stycznia 1485 r.
Jego kult zatwierdził 26 września 1820 r. Pius VII.
Dniem jego wspomnienia jest 19 stycznia.